# Parafia św. Stanisława w Sobkowie
Parafia Świętego Stanisława – parafia rzymskokatolicka w Sobkowie (diecezja kielecka, dekanat chęciński). Erygowana w 1560. Mieści się przy ulicy Kieleckiej. Duszpasterstwo w niej prowadzą księża diecezjalni.